# V – The New Mythology Suite
V: The New Mythology Suite ist das fünfte Studioalbum der US-amerikanischen Progressive-Metal-Band Symphony X, es wurde am 10. Oktober 2000 über InsideOut Music veröffentlicht.
Es ist ein Konzeptalbum, das sich mit der Geschichte von Atlantis, der altägyptischen Mythologie und der Astrologie befasst. Es ist das erste Album der Band in ihrer aktuellen und längsten Besetzung, nachdem der Bassist Michael LePond hinzugekommen und der Schlagzeuger Jason Rullo zurückgekehrt ist.

## Musikstil
V: The New Mythology Suite ist nicht nur eine härtere Fortsetzung des etablierten Progressive-Metal-Stils der Band, sondern enthält auch eine Vielzahl von Zitaten klassischer Komponisten, darunter Giuseppe Verdis Messa da Requiem, Wolfgang Amadeus Mozarts Requiem in d-Moll, Johann Sebastian Bachs Konzert für Cembalo in d-Moll BWV 1052 und Kantate BWV 188 Ich habe meine Zuversicht, sowie Béla Bartóks Konzert für Orchester, Sz. 116, BB 123.
In diesem Album wurden Kompositionen verwendet, die ursprünglich für das Vorgängeralbum Twilight in Olympus vorgesehen waren,  jedoch damals nicht auskomponiert und verworfen wurden. Die Kompositionen aus dem damaligen Sessions wurden später überarbeitet und hier in Fragmenten verwendet, insbesondere auf dem letzten Track Rediscovery (Part II) - The New Mythology. Gitarrist Michael Romeo bestätigte in einem Interview: „Ungefähr die Hälfte von [Rediscovery (Part II)] ist der Song Twilight in Olympus, vielleicht ein bisschen mehr“.

## Rezeption
Auf AllMusic bewertet Robert Taylor das Album mit 3/5 Sternen und schreibt: „Als Ganzes funktioniert V: The New Mythology Suite und beweist, dass Symphony X sich entschieden hat, die Geschichte in einem Genre, das sowohl kreativ als auch technisch seinen Höhepunkt erreicht zu haben schien, zu erweitern, anstatt sie zu wiederholen.“ Besondere Aufmerksamkeit widmet er Romeos Gitarrenspiel, das Taylor mit dem von Yngwie Malmsteen verglich, das sich aber „als Segen und Fluch für diesen begnadeten Gitarristen erwiesen hat. Seine Fähigkeiten sind sicherlich vergleichbar, aber sein Sound und sein Stil sind oft identisch mit seinem Idol.“ Er kritisierte auch einige Themen der Musik als „allzu vertraut“, ebenso wie den „Macho-Gesangsstil von Sänger Russell Allen“. Benutzer Thom Jurek, ebenfalls bei AllMusic, nannte es „eine solide Mischung aus Prog, Power und neoklassischem Metal, die immer wieder an ihre Grenzen stößt, indem sie gekonntes Songwriting, Arrangement und Produktionstechniken einsetzt.“ 119 Benutzer von AllMusic bewerteten das Album mit 4,5/5 Sternen und auf Prog Archives vergaben 780 Benutzern 4,14/5 Sterne
Auf dem deutschsprachigen Progressive-Rock-Portal Babyblauen Seiten erhält es abweichende Bewertungen, während Henning Mangold und Gunnar Claußen es mit 10 Punkten bewerten, vergibt Franco Cappelletti – für ihn erstmals – die maximale Punktezahl von 15, und hält es für „das ultimative Album für den Symphonic-/Bombastrocker, allerdings nur, wenn er einigermaßen kitsch- und klischeeresistent ist.“ Er findet darauf keinen schwachen Song, ja nicht einmal schwache Passagen. Henning Mangold bemängelt eine etwas zu große Portion Kitsch, eine Nähe zu fragwürdigen neumythologischen Konzepten und das „grottenschlechte“ Latein im Titel Prelude.
Im Jahr 2016 nahm das englischsprachige Musikmagazin Classic Rock ist ein V in seiner Liste der 10 Essential Progressive Metal Albums auf, ebenso wie die Zeitschrift Metal Hammer, die es auf ihre Liste The 10 Essential Symphonic Metal Albums aufnahm.

## Titelliste
| Nr.          | Titel                                     | Autor(en)                                 | Länge |
| ------------ | ----------------------------------------- | ----------------------------------------- | ----- |
| 1.           | Prelude                                   |                                           | 1:07  |
| 2.           | Evolution (The Grand Design)              | Michael Romeo, Russell Allen, Jason Rullo | 5:20  |
| 3.           | Fallen                                    | Romeo, Allen, Rullo                       | 5:51  |
| 4.           | Transcendence (Segue)                     | (Instrumental)                            | 0:38  |
| 5.           | Communion and the Oracle                  | Romeo, Rullo                              | 7:45  |
| 6.           | The Bird-Serpent War/Cataclysm            | Romeo, Pinnella                           | 4:02  |
| 7.           | On the Breath of Poseidon (Segue)         | (Instrumental)                            | 3:01  |
| 8.           | Egypt                                     | Romeo, Allen, Rullo                       | 7:04  |
| 9.           | The Death of Balance/Lacrymosa            | (Instrumental)                            | 3:42  |
| 10.          | Absence of Light                          | Romeo, Allen                              | 4:58  |
| 11.          | A Fool’s Paradise                         | Allen, Pinnella                           | 5:48  |
| 12.          | Rediscovery (Segue)                       | (Instrumental)                            | 1:24  |
| 13.          | Rediscovery (Part II) - The New Mythology | Romeo, Pinnella, Allen                    | 12:01 |
| Gesamtlänge: | Gesamtlänge:                              | Gesamtlänge:                              | 62:41 |

## Besetzung
- Russell Allen: Gesang
- Michael Romeo: Gitarren, Keyboards
- Michael Pinnella: Keyboards, Begleitgesang
- Jason Rullo: Schlagzeug, Perkussion
- Michael LePond: Bassgitarre

### Technik
- Russell Allen: Komposition, Arrangement, Tontechnik, Produktion
- Michael Pinnella: Orchestrierung
- Eric Rachel:Tontechnik, Produktion
- Alan Douches: Mastering